# Rodolfo Pérez (judoka)
Rodolfo Pérez (6 de enero de 1945) es un deportista argentino que compitió en judo. Ganó una medalla de plata en los Juegos Panamericanos de 1967 en la categoría de –93 kg.
Participó en los Juegos Olímpicos de Tokio 1964, donde finalizó quinto en la categoría de –80 kg.

## Palmarés internacional
| Juegos Panamericanos | Juegos Panamericanos | Juegos Panamericanos | Juegos Panamericanos |
| Año                  | Lugar                | Medalla              | Categoría            |
| -------------------- | -------------------- | -------------------- | -------------------- |
| 1967                 | Winnipeg (Canadá)    | Medalla de plata     | –93 kg               |